# Rafael Colón
Rafael Colón (* 18. Mai 1918 in Santiago de los Caballeros; † 7. Juni 1991 in Santo Domingo) war ein dominikanischer Sänger und Komponist.

## Leben und Wirken
Colón spielte als Jugendlicher in einem Gitarrentrio beim regionalen Rundfunksender von Santiago de los Cabaleros HI1A. 1938 komponierte er das Lied Al Pie Del Bambu. Anfang der 1940er Jahre wurde er Sänger des Orquesta San José für den Sender La Voz de Yuna. 1943 verpflichtete ihn Luis Alberti als Sänger für La Voz de la Fundación. Später trat er mit dessen Orchester im Hotel Jaragua in Santo Domingo auf. Hier entstand seine erste professionelle Plattenaufnahme, der Bolero Ven, der als Klassiker des Genres gilt.
Mit dem Orchester machte er seine Kompositionen Luna Sobre El Jaragua und Tu No Podrás Olvidar ebenso bekannt wie De qué te vale und Desvelo de amor von Rafael Hernández Colón. In den Medien wurde der populäre Sänger als La Espiga De Ebano und El Eterno Enamorado gerühmt.